# 히라오정 (나가노현)
히라오정(平穏町)은 나가노현 시모타카이군에 있던 정이다. 현재의 야마노우치정에 해당한다.

## 역사
- 1876년 5월 - 다카이군 히라오촌이 성립하였다.
- 1879년 1월 4일 - 다카이군이 폐지되어 시모타카이군에 속하게 되었다.
- 1889년 4월 1일 - 정촌제 시행에 의해 히라오촌이 단독으로 자치체를 형성하였다.
- 1954년 4월 1일 - 정으로 승격해 히라오정이 되었다.
- 1955년 4월 1일 - 호나미촌, 요마세촌과 합병해, 야마노우치정이 성립하여, 동일 히라오정은 폐지되었다.

## 교통

### 철도
- 나가노 철도
  - 야마노우치선

## 참고문헌
- 角川日本地名大辞典 20 長野県